# Charles Delaporte
Charles Pierre Victor Delaporte (* 21. Juli 1880 in Paris; † 1. Mai 1949 in Neuilly-sur-Seine) war ein französischer Ruderer und Radsportler.

## Biografie
Charles Delaporte nahm bei den Olympischen Sommerspielen 1900 in Paris in der Einer-Regatta teil. Dort schied er als Dritter seines Halbfinallaufs aus.
Bei den Olympischen Zwischenspielen 1906 gewann er Bronze im Doppelzweier über 1000 m und Silber im Vierer mit Steuermann. Darüber hinaus startete Delaporte auch im Bahnrad-Sprint.
Im gleichen Jahr gewann er bei den Europameisterschaften Silber mit dem französischen Achter.